# سامسونگ گلکسی بیم آی۸۵۳۰
سامسونگ گلکسی بیم آی۸۵۳۰ (به انگلیسی Samsung Galaxy Beam i8530)، (به نام گلکسی بیم نیز شناخته می‌شود) تلفن همراه هوشمند ساخت شرکت سامسونگ می‌باشد، که در فوریه ۲۰۱۲ منتشر گردیده است. اندروید این گوشی به صورت پیشفرض از نسخه ۲٫۳٫۶ پشتیبانی می‌کند و قابل ارتقاء تا نسخه ۴٫۱ می‌باشد. دوربین اصلی آن ۵ مگاپیکسل و دوربین ثانویه ۱٫۳ می‌باشد.

## ابعاد ظاهری
ابعاد کلی این گوشی ۱۲٫۵ * ۶۴٫۲ * ۱۲۴ میلی‌متر با وزن ۱۴۵ گرم و صفحه نمایش آن از نوع TFT با وضوح ۸۰۰ * ۴۸۰ پیکسل و تعداد رنگ ۱۶ میلیون و ابعاد ۴ اینچ می‌باشد.

## مشخصات فنی
گلکسی بیم از پردازنده دوهسته‌ای Cortex-A9، فرکانس یک گیگاهرتز به همراه پردازشگر گرافیکی Mali-400 بهره می‌برد، سیستم عامل آن به صورت پیشفرض از نسخه ۲٫۳٫۶ پشتیبانی می‌کند و قابل ارتقاء تا نسخه ۴٫۱ می‌باشد حافظه داخلی آن ۸ گیگابایت و تا ۳۲ گیگابایت حافظه جانبی را پشتیبانی می‌کند. شبکه همراه آن ۲جی همراه با فناوری بلوتوث و وای-فای می‌باشد.